# Микротубула
Микротубулата е клетъчен компонент на цитоскелета. Микротубулите са с тръбеста форма и диаметър 25 nm. Дължината им варира от 200 нанометра до 25 микрометра. Микротубулите са структурни компоненти на клетката и играят важна роля в някои клетъчни процеси - митоза, цитокинеза, везикуларен транспорт и др.

## Структура
Стената им се изгражда от 13 спираловидно навити нишки – протофибрили, нишката се изгражда от глобуларни белтъци. Основния белтък на протофибрилата е тубулин, който има две форми – алфа и бета. Микротубулите са поляризирани структури, единият им край нараства бързо (+ край), а другият бавно се разгражда (- край). Удължаването на микротубулите се извършва много бързо и се нарича елонгация. Микротубулите могат да бъдат единични, множествени и подредени в успоредни редове или свързани в двойки и тройки. Диаметърът им е еднакъв по цялото протежение, а дължината им е неопределена.

## Функция
Изграждане на клетъчния скелет, участие във вътреклетъчния транспорт на мембранни органели, изграждане на делителното вретено, участие в изграждането на ресни и камшичета.
Има две популации от микротубули – стабилни с дълъг живот и динамични с къс живот. Стабилни са тези в киноцилиите и опашката на сперматозоида, динамичните са необходими в случаите, когато е задължително тяхното бързо изграждане и разграждане – например при митотичното вретено.

## Моторни белтъци
В допълнение към динамичната нестабилност на микротубулите има и т. нар. моторни (двигателни) белтъци. Те се намират около микротубулите и могат да се движат. Белтъка кинезин се движи към (+) края на микротубулата, а белтъка динеин се движи към (−) края.